# آتارشا
آتارشا (به لاتین: Atarsha) یک منطقهٔ مسکونی در روسیه است که در باشقیرستان واقع شده‌است.